# Mesnil-Saint-Georges
Mesnil-Saint-Georges (picardisch: Mini-Saint-Georges) ist eine nordfranzösische Gemeinde mit 211 Einwohnern (Stand 1. Januar 2022) im Département Somme in der Region Hauts-de-France. Die Gemeinde liegt im Arrondissement Montdidier und gehört zum Kanton Roye.

## Geographie
Die Gemeinde an der Grenze zum Département Oise liegt rund 3,5 km westlich von Montdidier und unmittelbar an dieses anschließend an der Départementsstraße D930 (frühere Route nationale 30).

## Geschichte
Die im Ersten Weltkrieg vollständig zerstörte Gemeinde erhielt als Auszeichnung das Croix de guerre 1914–1918.

## Einwohner
| 1962 | 1968 | 1975 | 1982 | 1990 | 1999 | 2006 | 2010 |
| ---- | ---- | ---- | ---- | ---- | ---- | ---- | ---- |
| 151  | 133  | 144  | 120  | 137  | 147  | 173  | 178  |

## Verwaltung
Bürgermeister (maire) ist seit 2001 Christophe Blonde.	